# Paramischocyttarus subtilis
Paramischocyttarus subtilis är en stekelart som beskrevs av Magrett 1884. Paramischocyttarus subtilis ingår i släktet Paramischocyttarus och familjen Eumenidae. Inga underarter finns listade i Catalogue of Life.